# Pepparred (naturreservat)
Pepparred är ett naturreservat i Mölndals kommun i Västra Götalands län.
Området är naturskyddat sedan 1925 och är 3,5 hektar stort. Reservatet omfattar en västsluttning mellan E6an och bebyggelse söder om gården Pepparred.  Reservatet består av gammal hagmark med ädellövträd.